# Mil incendis
Mil incendis (originalment en anglès, A Thousand Fires) és una pel·lícula documental de 2021 dirigida per Saeed Taji Farouky.
La cinta mostra Thein Shwe i Htwe Tin, una parella de Myanmar que malviu amb l'extracció artesanal d'un barril de petroli cada dia. El seu fill gran, Zin Ko Aung, no vol continuar aquest negoci ruïnós i somia amb un futur diferent. Farouky es va inspirar en Pous d'ambició de Paul Thomas Anderson.
El documental va ser guardonat a la Setmana de la Crítica del Festival Internacional de Cinema de Locarno de 2021. Gravat en birmà, el 2 de juny de 2022 es va estrenar la versió subtitulada al català en el marc del programa Docs del Mes, associat al festival DocsBarcelona.